# Розлив (Ставропольський край)
Розлив (рос. Розлив) — хутір у Александровському районі Ставропольського краю Російської Федерації.
Муніципальне утворення — Александровський муніципальний округ. Населення становить 246 осіб.

## Історія
Згідно із законом від 4 жовтня 2004 року № 88-КЗ у 2004—2020 роках муніципальним утворенням була Калиновська сільрада.

## Населення
| 1926 | 1989 | 2002 | 2010 |
| ---- | ---- | ---- | ---- |
| 196  | ↗255 | ↘161 | ↗246 |